# Liiva (Muhu)
Liiva je vesnice v Estonsku v kraji Saaremaa na ostrově Muhu. Vesnice administrativně patří pod obec Muhu. 
Vesnice byla založena v 18. století pod původním názvem Muhu. Centrem ostrova Muhu se stala až po druhé světové válce.
K 1. lednu 2012 zde žilo 189 obyvatel a 176 v roce 2018.
Ve vesnici se nachází raně gotický kostel svaté Kateřiny z 13. století, který je od roku 1999 zapsán v seznamu kulturních památek Estonska pod číslem 21007.
V blízkosti kostela je fara z roku 1832, ve které se narodil slavný fyziolog a zakladatel koagulační teorie Aleksander Schmidt.
Ve vesnici Liiva je základní škola, knihovna, supermarket (Konsum), pošta a lékárna.

## Galerie

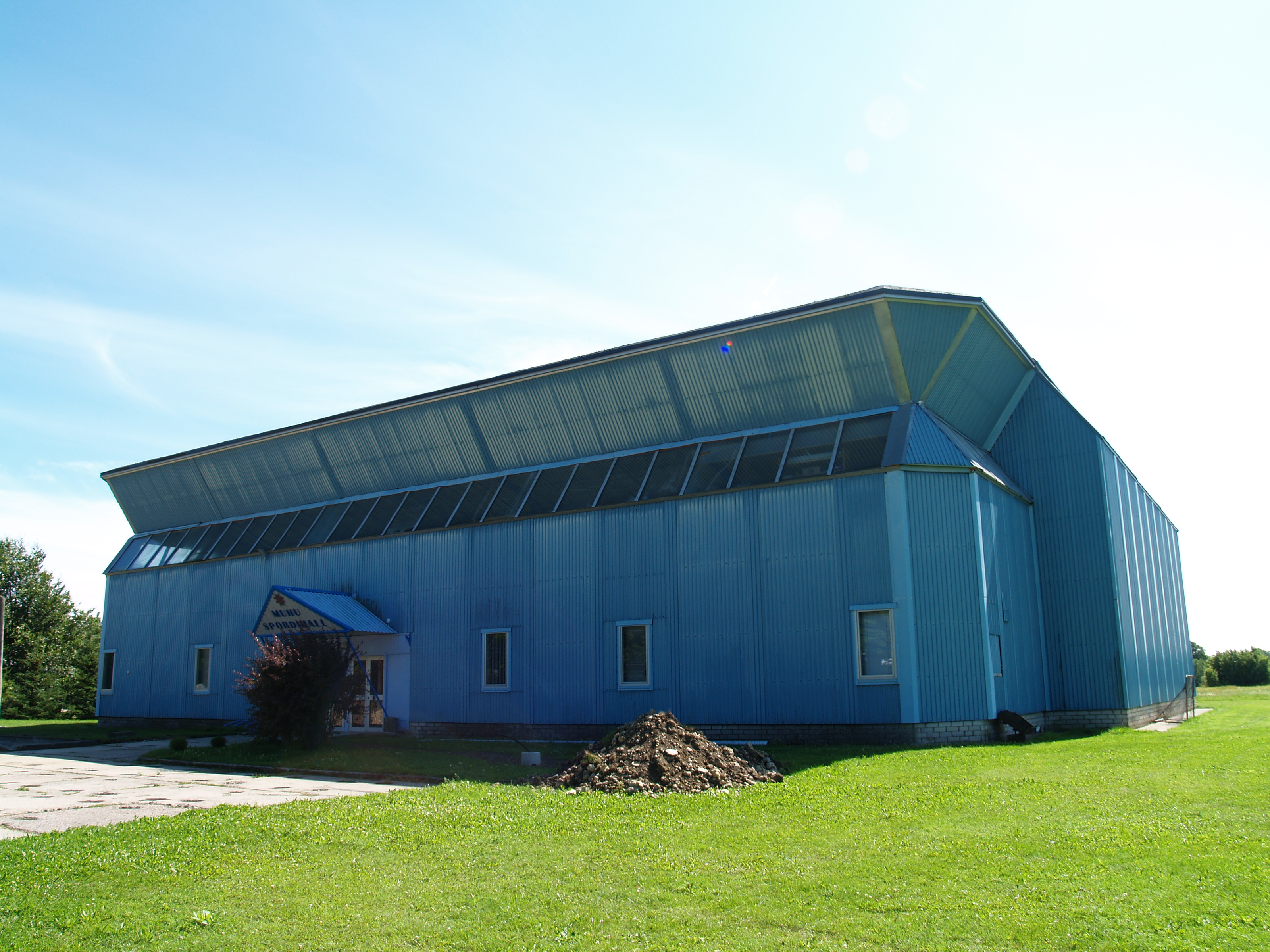
Sportovní hala
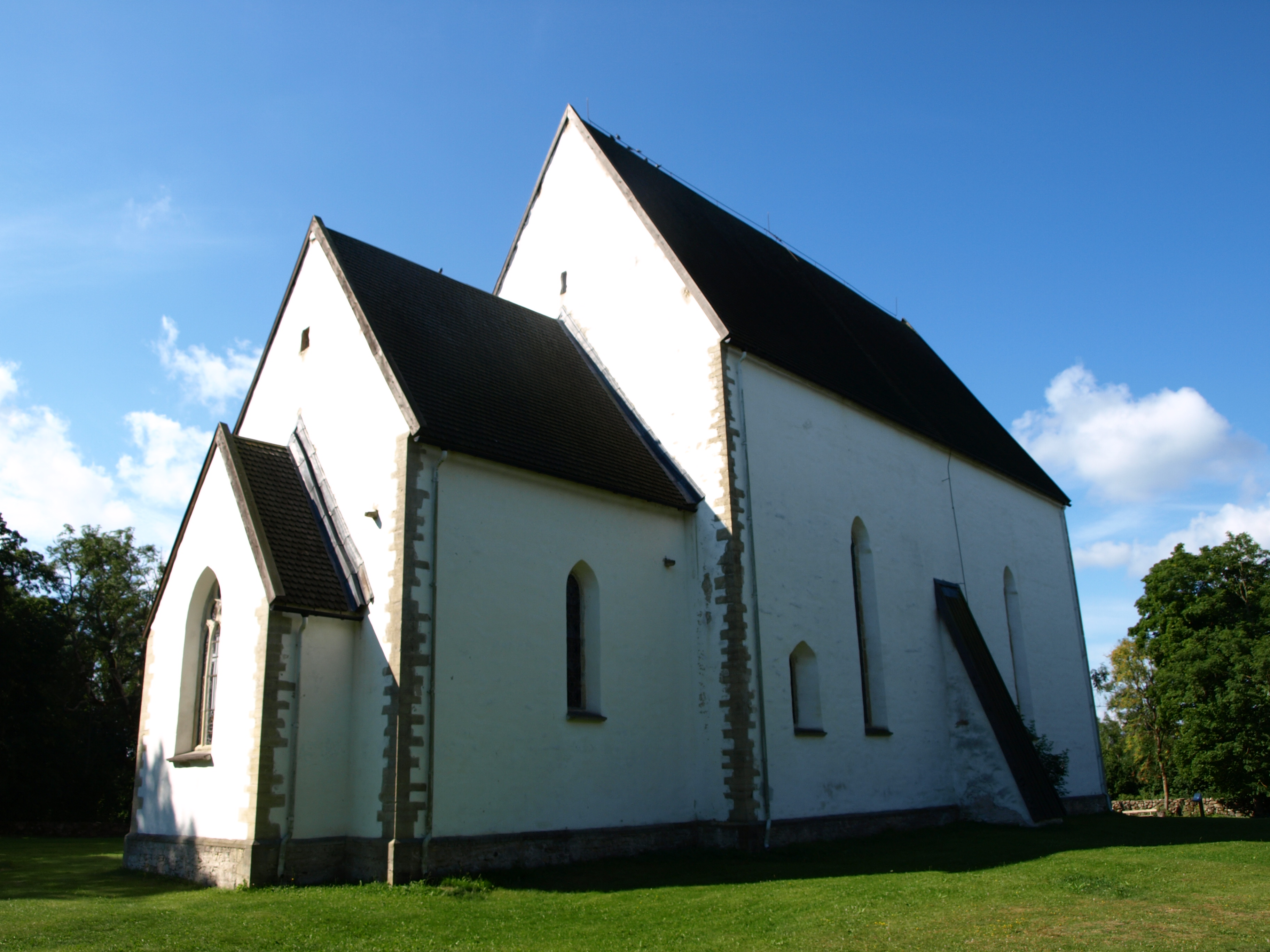
Kostel svaté Kateřiny
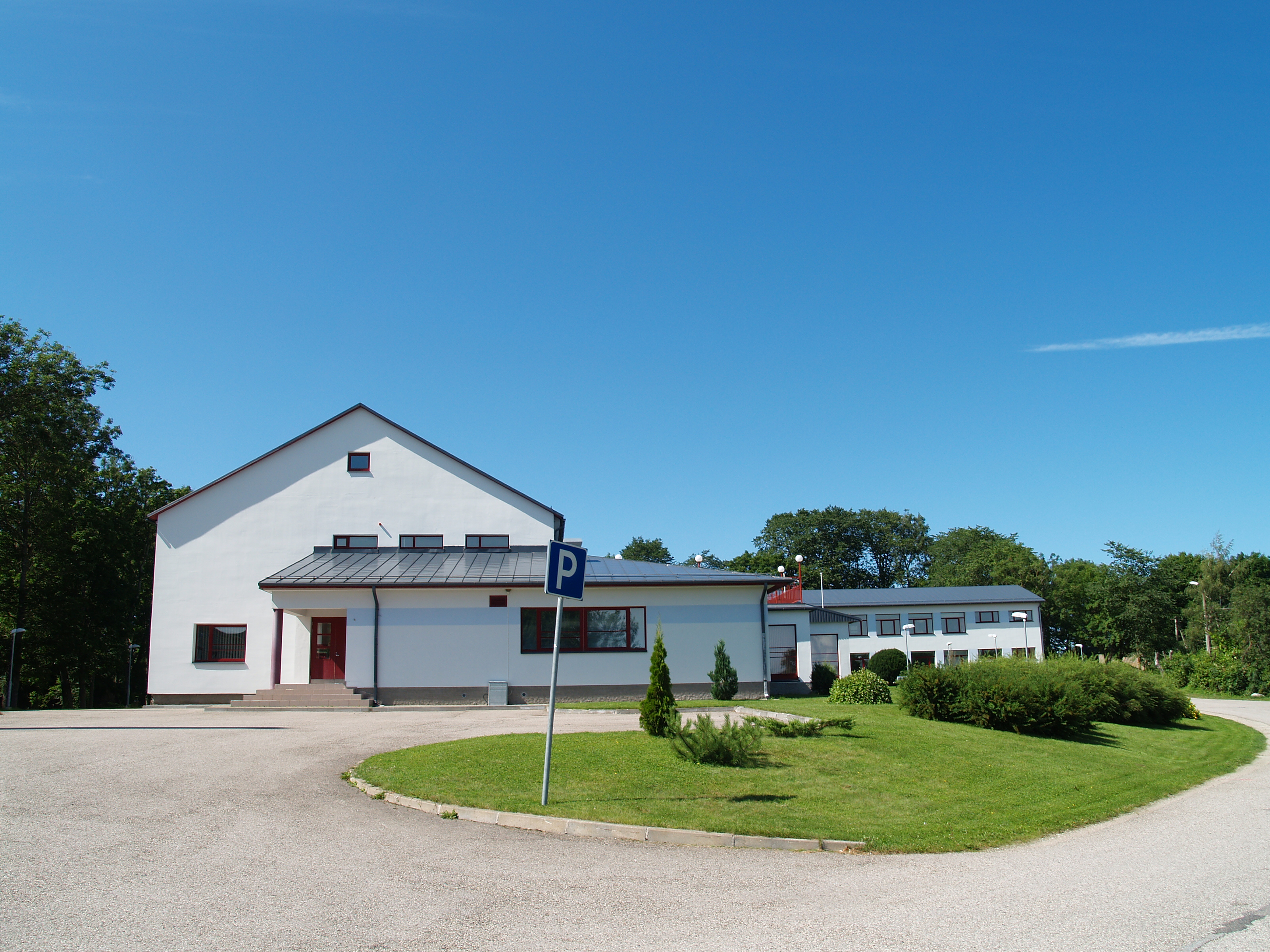
Základní škola
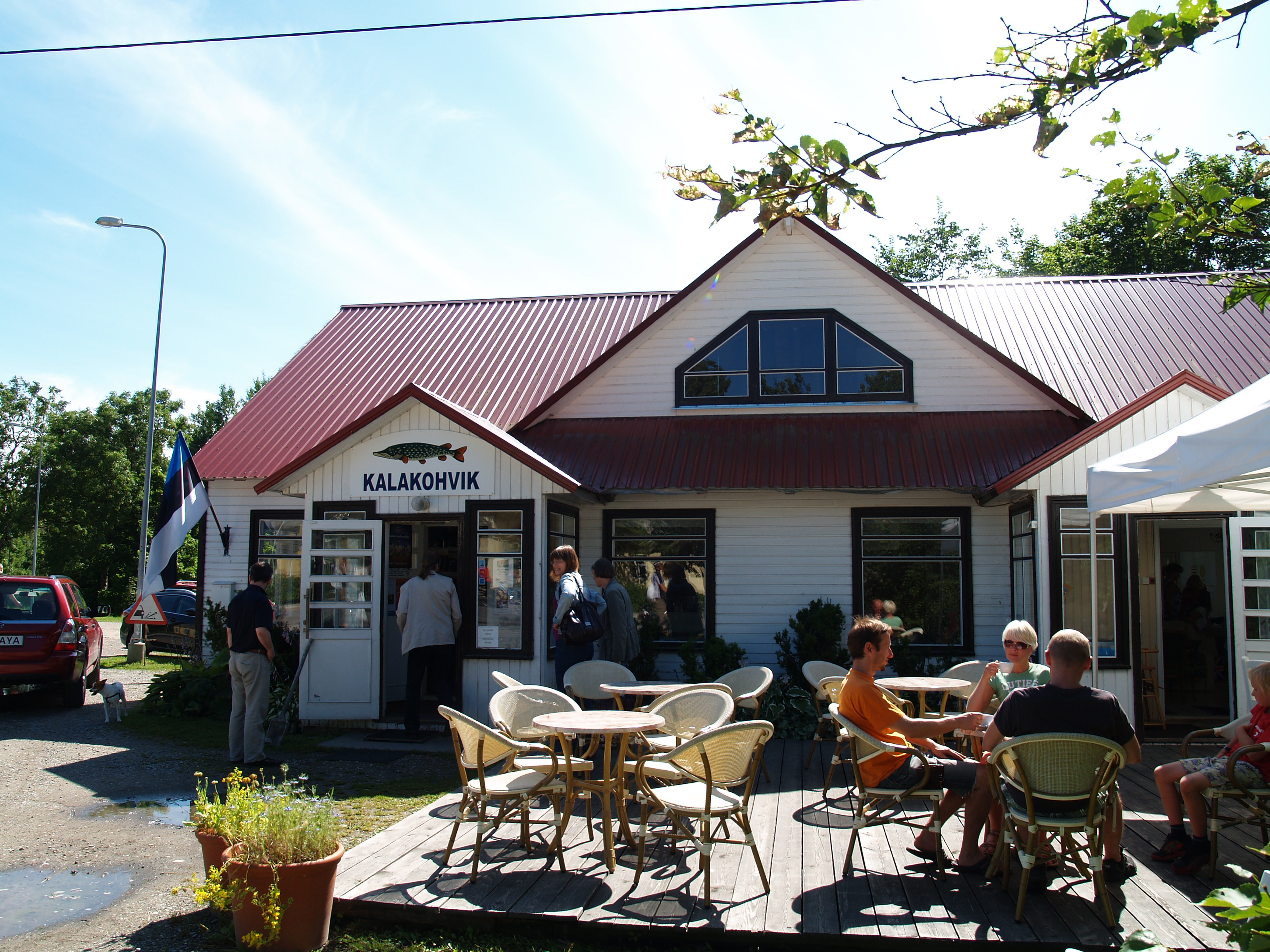
Rybí kavárna